# Beatlesque

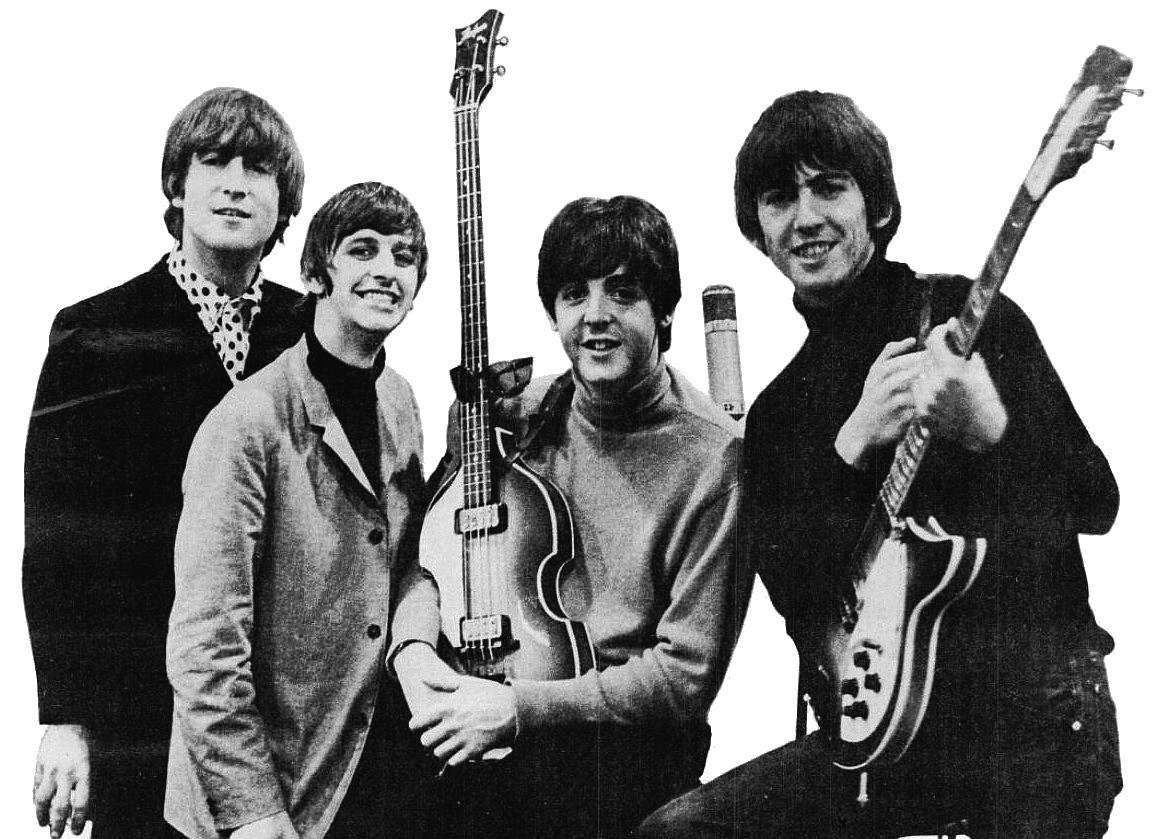
The Beatles, 1965

Beatlesque (IPA: [biːtəlˈɛsk]) bezeichnet eine musikalische Ähnlichkeit mit der englischen Rock-Band The Beatles. Der Begriff ist unscharf definiert und wurde uneinheitlich auf eine Vielzahl unterschiedlicher Künstler angewendet.

## Definitionen
Um besser erklären zu können, was das Wort bedeuten könnte, haben der Radioproduzent Kevin Howlett, der Musikwissenschaftler Rob Bowman und der Klaatu-Schlagzeuger Terry Draper acht mögliche Antworten formuliert:
- Penny Lane-ähnliche Klavier-Toncluster (auch auf Getting Better und With a Little Help from My Friends zu hören)
- „das große Ende“, wie in It’s All Too Much
- Bluegrass-beeinflusste „Close Harmonies“, unter Verwendung von Quarten
- I Am the Walrus-inspirierte Celli
- der stilistische Kontrast zwischen Lennon und McCartney
- das linkshändige und rechtshändige Schlagzeugspiel; eine Anspielung auf Ringo Starrs Angewohnheit, rechtshändige Schlagzeuge zu spielen, obwohl er Linkshänder ist
- wenn das Publikum das Gefühl hat, die Band sei eine Fortsetzung der Beatles, wie es bei Klaatu der Fall war
- ein Simulakrum des angeblichen Sounds der Beatles, das letztlich nichts bedeutet („eine Kopie ohne Original“).[1]

Jack Sakamoto vom Toronto Star kommentierte: „[Die Vorstellung einiger Leute] von diesem Sound umfasst jeden von Panic! at the Disco über Billy Joel bis zu den Red Hot Chili Peppers. Mit diesen Bezugspunkten ist es fraglich, ob die Beatles selbst sich für das Adjektiv qualifizieren würden, das ihre Musik hervorgebracht hat.“ Culture Sonars Scott Freiman argumentierte, dass jeder, der „Beatlesque“ ist, „eine Band sein muss – nicht nur ein Singer/Songwriter mit einer Backing Band – … [sondern] die mehrere Songwriter und mehrere Sänger hat.“
2017 bezeichnete der Kritiker Rob Sheffield im Rolling Stone Paul McCartney als den Beatle, dessen Charakter am besten auf den Begriff „Beatlesque“ passt, und fügte hinzu: „Wenn man die Beatles nicht mag, dann deshalb, weil man Paul nicht mag. Wenn man sie trotz ihrer Schwächen liebt, meint man Pauls Schwächen …“

## Mit dem Begriff „Beatlesque“ assoziierte Künstler

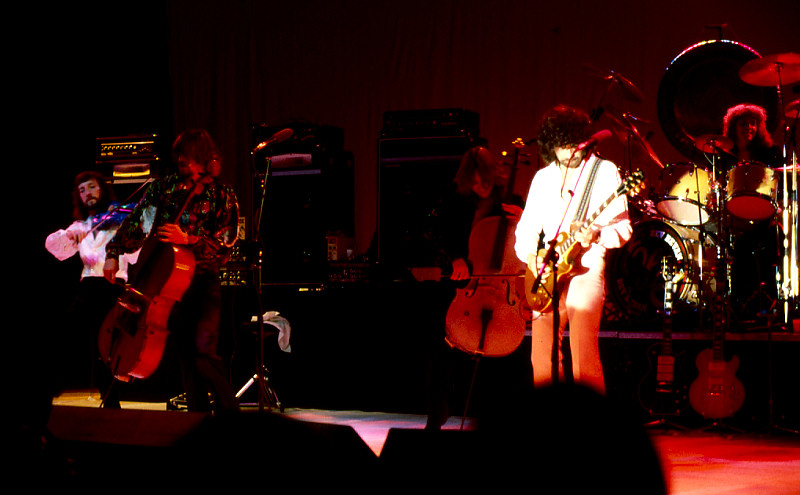
ELO, 1978

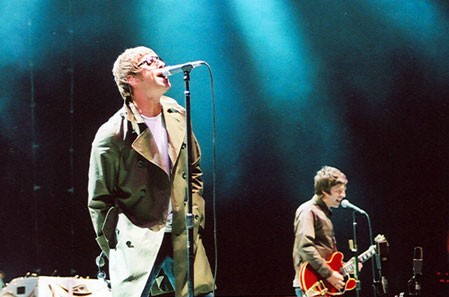
Oasis, 2005

- Badfinger[1][2] – Die ersten Künstler, die bei Apple Records der Beatles unterschrieben. Ihre Songs Come and Get It (1969), No Matter What (1970) und Day After Day (1971) wurden von McCartney, dem Roadmanager der Beatles, Mal Evans, bzw. George Harrison produziert.
- Big Star[2][4] – Obwohl die amerikanische Band in den 1970er Jahren für ihre von den Beatles beeinflusste Arbeit von der Kritik gelobt wurde, erwies sich ihr Leben als umstritten und kurz. Trotz des ausbleibenden kommerziellen Erfolges erntete die Band Lob von Kritikern und eine Kultanhängerschaft.[5]
- The Byrds[6][7] – Werden manchmal als die „amerikanischen Beatles“ angesehen.[2] Während ihr langfristiger Einfluss in Bezug auf Sound und Stil mit dem der Beatles vergleichbar ist, konnten die Byrds die Plattenverkäufe ihrer Zeitgenossen nicht erreichen.[8]
- Cheap Trick[2][9] – Manchmal auch als die „amerikanischen Beatles“ bekannt.[9] Das 1980er Album All Shook Up wurde vom langjährigen Beatles-Produzenten George Martin produziert. Die Live-Performance von Beatles-Songs gipfelte in einem Live-Album mit vollem Orchester, das den Titel Sgt. Pepper Live (2009) trägt.[10]
- Electric Light Orchestra[1][2][4] – Ausdrücklich mit der Absicht gegründet, „dort weiterzumachen, wo die Beatles aufgehört haben“, hat sich die Gruppe als eine der wenigen Beatles-ähnlichen Gruppen erwiesen, die nachhaltigen kommerziellen Erfolg erzielen konnten. Außerdem begann Frontmann Jeff Lynne in den späten 1980er Jahren eine musikalische Zusammenarbeit mit George Harrison, die dazu führte, dass er an mehreren Projekten mit Bezug zu den Beatles arbeitete. In den frühen 1970er Jahren lobte John Lennon ELO als „Söhne der Beatles“ und nannte ihren Song Showdown aus dem Jahr 1973 als persönlichen Favoriten.[4]
- Elephant 6 – Eigentlich keine Band, sondern ein Musiker-Kollektiv. Das Kollektiv ist bekanntlich vom Psychedelic Pop der 1960er Jahre inspiriert, darunter auch die Beatles und The Beach Boys, mit Bands wie The Apples In Stereo[11] und Of Montreal,[12] die Vergleiche mit den Beatles auf sich zogen.
- Harry Nilsson – Während einer Pressekonferenz 1968 wurden die Beatles nach ihrer amerikanischen Lieblingsgruppe gefragt und antworteten „Nilsson“. Manchmal als „The American Beatle“ bekannt,[13] war er eng mit John Lennon und Ringo Starr befreundet.
- Klaatu[1] – Fälschlicherweise als die Beatles selbst bezeichnet.[1] Die Band wurde auch als die „kanadischen Beatles“ bekannt.[14]
- Oasis[1][2][15] – Ihr Einfluss auf die Beatles wurde von britischen Medien als „Besessenheit“ bezeichnet.[16] Während ihrer Karriere von 1991 bis 2009 wurde die Band durch ihren weitreichenden Erfolg in Bezug auf Kultur und soziale Reichweite zur möglicherweise populärsten Band seit den Beatles.[2]
- Squeeze[2] – Das Songwriter-Paar der britischen Band, Chris Difford und Glenn Tilbrook, wurde oft mit der Lennon-McCartney-Partnerschaft verglichen.[17][18][19] Sowohl Difford als auch Tilbrook haben den Einfluss des Vergleichs auf den Katalog der Band anerkannt.[19]

Weitere Gruppen und Künstler
- Bee Gees (die frühen Jahre)[20][21]
- Chris Hillman[22]
- Marshall Crenshaw[23][24]
- Fountains of Wayne[2]
- The Knack[2]
- The La’s[25][26]
- Los Shakers[27]
- Panic! at the Disco (Album Pretty. Odd.)[28][29]
- The Sea Nymphs[30]
- The Smithereens[31]
- Tame Impala[32]
- XTC[2][33]
- Tears for Fears[34][35][36]